# Дівчина в чорному (фільм, 1967)
«Дівчина в чорному» (ест. «Tütarlaps mustas») — радянський чорно-білий фільм 1967 року, екранізація однойменної повісті естонської письменниці Ліллі Промет. Стрічка була однією з небагатьох фільмів естонського кіно радянського періоду, в якій знайшла відображення тема релігії.

## Сюжет
Лірична і візуально приваблива історія кохання, показана у фільмі, стосується тем людської самотності та відносин з релігією. Одну з головних ролей зіграла майбутня зірка литовського і радянського кіно — молодий Юозас Будрайтіс.
Дія фільму відбувається в першій половині 1960-х років в приморському естонському селі, де жили рибалки й працівники рибного цеху. Глибоко віруюча дівчина Саале, з ніг до голови в чорному вбранні та з маленькою валізкою в руках, приїхала туди з міста до своєї тітки Каді, яка жила в дерев'яному будинку на самій околиці села. З дому потім дівчина завжди виходила тільки в чорному одязі та уникала спілкування з жителями села. Єдиним скарбом Саале була скляна куля, що заломлювала світло, з дивовижними кристалами всередині — пам'ять про матір, після смерті якої дівчина стала зовсім самотньою. Тільки в цій кулі були укладені для неї найяскравіші фарби світу. На долю Саале випали й гоніння, і підлість, тому вона вже не чекала від людей нічого хорошого. Але, на подив дівчини, молодий рибалка Танель, щирий юнак з чистою і доброю душею, із задоволенням став гуляти з нею по пляжу, спочатку навіть майже в повному мовчанні, і зовсім без грубого засудження і насмішок над вірою Саале в бога. Делікатне ставлення Танеля до Саале, його життєлюбність, відкритість і спроби вивести дівчину з глухого кута самотності принесли успіх. З кожним днем душа Саале відтавала, відкриваючи їй радість і фарби навколишнього життя.

## У ролях
- Герлінда Копельман — Саале
- Юозас Будрайтіс — Танель
- Еллен Лійгер — Хельментіна
- Лізл Лійса Ліндау — Каді
- Евальд Гермакюла — Мартті
- Війу Хярм — Паула
- Юрі Ярвет — Йонас

## Знімальна група
- Режисер — Вельйо Кяспер
- Сценарист — Ліллі Промет
- Оператор — Харрі Рехе
- Композитор — Ян Ряетс
- Художник — Халья Клаар